# ダイハツ・ハイゼットグランカーゴ
ハイゼット グランカーゴ（HIJET GRANCARGO）は、ダイハツ工業が生産していた商用車である。
日本国外では「エクストール」 （Extol）として販売された。

## 概要
先に登場していたアトレー7をベースに、サードシートを外し2列シート化、2名（リアシート格納時）/5名乗車とし、荷室容積の確保、装備の簡略化などで商用登録（ライトバン）とした。
ダイハツでは、元々、商用バンのデルタワイドバン（後のデルタバン）を販売していたが、2001年11月に販売終了となっていたため、その後継的な意味合いも含め、登場した。
しかしながらボディサイズが軽自動車+αと、デルタ（ワイド）バンよりかなり小さくなったことが影響して、同車の代替需要がつかめなくなる。こうしたことが理由で、ダイハツ車を納入している法人ユーザーでさえ、親元となるトヨタの販売店からプロボックス、サクシード、タウンエース、ライトエース、ハイエース等の商用バンや一部のトヨタ以外のメーカーの商用バンを購入するユーザーが増え、ハイゼットグランカーゴは販売的に振るわず、2004年にアトレー7と共に生産中止となった。軽自動車ベースのため、最大積載量は2人乗車時でも400kgと、通常のライトバンと同程度である。

## 年表
- 2001年7月13日 発表・発売
- 2002年6月 一部改良。エンジン性能の向上。
- 2004年11月[2] 生産終了。在庫対応分のみの販売となる。
- 2004年12月20日 ベースとなったハイゼットカーゴのフルモデルチェンジにより、アトレー7と共に販売終了。同時に日本国内の小型貨物車市場から一時撤退した（なお、2020年9月にグランマックスの日本仕様モデルの販売開始に伴い再進出している）。

## 諸元
- エンジンは、直列4気筒 DOHC 1297 cc のK3-VE型。最高出力は前期型が90馬力、後期型が92馬力。
- トランスミッションは5速フロアMTと4速コラムATの2タイプ。
- 駆動方式はFRと4WDの2タイプ。
- 軽のハイゼットカーゴではオプション扱いの、運転席エアバッグが標準装備となる。